# Maya Berović
Maja Berović (serb.: Маја Беровић; ur. 8 czerwca 1987 w Malešići) – serbska piosenkarka, pochodząca z Bośni. Debiutowała w 2007 roku, ale największą popularność osiągnęła w 2014 roku, stając się jednocześnie jedną z największych gwiazd krajów byłej Jugosławii, głównie dzięki współpracy z bośniackimi raperami Jalą Bratem i Bubą Corellim.

## Kariera

### Młodość i początki kariery
Urodziła się 8 czerwca 1987 roku w serbskiej rodzinie we wsi Malešići, znajdującej się w gminie Ilijaš w Bośni i Hercegowinie. Jej ojciec zmarł, gdy miała trzy lata. Maja ze swoją rodziną mieszkała we wsi Malešići do końca wojny w Bośni i Hercegowinie. W 1995 roku razem z matką i starszym bratem przeprowadziła się do miejscowości Bratunac, skąd pochodziła jej matka. W Bratunacu pierwszy raz poszła do szkoły, tam też zaczęła zajmować się muzyką. Od dwunastego do osiemnastego roku życia w weekendy śpiewała w lokalnych dyskotekach. Jeszcze jako nastolatka podpisała umowę z belgradzką wytwórnią płytową Grand produkcija, z którą w sierpniu 2007 roku nagrała płytę Život uživo. Płyta ta odniosła sukces dzięki piosence „Džin i limunada”. Wkrótce po wydaniu albumu zerwała współpracę z Grand produkciją i rok później w grudniu wydała swój drugi album Crno zlato w wytwórni IN Music.

### Rozwój kariery
Wielki przełom w karierze wydarzył się w lutym 2011 roku, gdy nagrała swoją trzecią płytę Maya, na której znalazła się piosenka „Djevojačko prezime”. Piosenka o feministycznym wydźwięku zdobyła nagrodę Piosenki roku w Sarajewie. Czwarty album zatytułowany Djevojka sa juga Berović wydała w wytwórni City Records w 2012 roku. Album ten został wydany także w Serbii i pozostałych krajach regionu. W 2013 roku Maja zagrała swój pierwszy koncert w Belgradzie.
W 2014 roku Berović brała udział w Pink music fest, organizowanym przez serbską telewizję RTV Pink, na którym wykonała piosenkę „Alkohol”. Teledysk do utworu, wydany w sierpniu 2014 roku, powstał we współpracy z wytwórnią IDJVideos. W październiku tego samego roku wytwórnia City Records wydała jej piąty album Opasne vode, na którym najważniejszą piosenką był „Alkohol”.
W marcu 2016 roku Maja Berović wydała singiel zatytułowany „Pauza”. W dniu swoich urodzin, 8 czerwca, wypuściła teledysk do utworu „To me radi”, nagrany z bośniackimi raperami Jalą Bratem i Bubą Corellim.
Berović kontynuowała współpracę z raperami na swojej szóstej płycie Viktorijina tajna. Album został wydany ponownie przez City Records na początku lipca 2017 roku, jednak jego produkcją zajęło się sarajewskie studio muzyczne Imperia. Styl muzyczny tego albumu różni się od poprzednich, nagranych w stylu pop-folkowym. Album okazał się wielkim sukcesem, osiągając ponad 250 milionów wyświetleń na YouTube i dominując na listach przebojów Deezer. Wszystkie utwory z albumu stały się hitami, a dzięki wyprzedanym koncertom Maja razem z Jalą Bratem i Bubą Corellim wyruszyła w trasę po Stanach Zjednoczonych. To ostatni album wydany przez City Records.
Jej siódmy album, 7, został wydany w wytwórni Spinnup. Muzyka i teksty piosenek zostały napisane wspólnie przez bośniackich raperów. Ten album również okazał się wielkim sukcesem, a jeden z utworów, „Pravo vreme”, wykonany w duecie z Bubą Corellim, osiągnął wynik ponad 118 milionów wyświetleń. Swój największy koncert w karierze Maja Berović zagrała 2 listopada tego samego roku w belgradzkiej hali Štark Arena. W grudniu w Nowym Sadzie zagrała koncert, który zgromadził 10 tysięcy widzów.
W lipcu 2019 roku wraz z serbskim piosenkarzem Acą Lucasem nagrała piosenkę „Problem”. W listopadzie tego samego roku wydała dwa single, „Zmaj” i „Uloga”.
Na początku sierpnia 2020 roku we współpracy z wytwórnią XL Elit Invest wydała płytę Intime. Większość piosenek z tego albumu została wyprodukowana przez serbski duet wokalny i producencki Caneras (poza utworami „Niko kao on”, „Kunem se u nas” i „Niko ne zna”, do których słowa i muzykę napisał Jala Brat razem z Bubą Corellim i Igorem Buzovem). Wraz z nową płytą Berović wypuściła swoją linię kosmetyczną Maya Beauty Line.

## Życie prywatne
13 lipca 2016 roku Berović wyszła za mąż za Alena Dragoslava. Ślub odbył się w Grecji na wyspie Rodos.

## Dyskografia
- Život uživo (2007)
- Crno zlato (2008)
- Maya (2011)
- Djevojka sa juga (2012)
- Opasne vode (2014)
- Viktorijina tajna (2017)
- 7 (2018)
- Intime (2020)